# Hinckley (Minnesota)
Hinckley és una població dels Estats Units a l'estat de Minnesota. Segons el cens del 2000 tenia 1.291 habitants.

## Demografia
Segons el cens del 2000, Hinckley tenia 1.291 habitants, 551 habitatges, i 332 famílies. La densitat de població era de 175,5 habitants per km².
Dels 551 habitatges en un 33,9% hi vivien nens de menys de 18 anys, en un 39,2% hi vivien parelles casades, en un 17,2% dones solteres, i en un 39,7% no eren unitats familiars. En el 34,5% dels habitatges hi vivien persones soles el 16% de les quals corresponia a persones de 65 anys o més que vivien soles. El nombre mitjà de persones vivint en cada habitatge era de 2,33 i el nombre mitjà de persones que vivien en cada família era de 2,95.
Per edats la població es repartia de la següent manera: un 28,4% tenia menys de 18 anys, un 8,7% entre 18 i 24, un 29% entre 25 i 44, un 19,8% de 45 a 60 i un 14,2% 65 anys o més.
L'edat mediana era de 34 anys. Per cada 100 dones de 18 o més anys hi havia 71,9 homes.
La renda mediana per habitatge era de 29.338 $ i la renda mediana per família de 37.313 $. Els homes tenien una renda mediana de 29.167 $ mentre que les dones 21.375 $. La renda per capita de la població era de 15.537 $. Entorn del 12,5% de les famílies i el 12,4% de la població estaven per davall del llindar de pobresa.

## Poblacions més properes
El següent diagrama mostra les poblacions més properes.